# Reichsstraße 369
Die Reichsstraße 369 (R 369) war bis 1945 eine Reichsstraße des Deutschen Reichs, die vollständig auf 1939 annektiertem, bis dahin tschechoslowakischem Gebiet (Protektorat Böhmen und Mähren) lag. Die Straße zweigte in der Stadt Benešov (Beneschau) von der damaligen Reichsstraße 170 (heute Silnice I/3) ab und folgte dem Verlauf der heutigen Silnice 112 nach Südosten über Vlašim (Wlaschim) und Čechtice (Tschechtitz), wo die damalige Reichsstraße 366 (heute Silnice 150) nach Nordosten abzweigte. Von Čechtice verlief sie weiter über Křelovice u Pelhřimova (Krelowitz), wo sie die damalige Reichsstraße 349 kreuzte, und von dort nach Pelhřimov (Pilgram), wo sie die damalige Reichsstraße 96 kreuzte. Weiter folgte sie in östlicher Richtung der Trasse der heutigen Silnice 602 nach Jihlava (Iglau) und von dort über Velké Meziříčí (Groß Meseritsch) und Velká Bíteš (deutsche Bezeichnung ab 1940: Heinrichs) nach Brünn (Brno), wo sie an der damaligen Reichsstraße 177 endete.
Ihre Gesamtlänge betrug rund 185 Kilometer.